# SE-03
A SE-03 é uma via do município de Nova Iguaçu, chamada de Avenida Nilo Peçanha. Possui 1,4 km de extensão, ligando o Centro à Via Dutra. Corta o Centro da cidade, tem trânsito complicado durante todo o hórário comercial e dá acesso ao Pólo Automotivo de Nova Iguaçu. É uma das entradas na cidade através da Dutra.